# II. Ulászló lengyel király
Jagelló, megkeresztelkedése után Ulászló (litvánul Jogaila, lengyelül Jagiełło; 1352/1362 – 1434. június 1.) Litvánia nagyfejedelme (1377–1392) és Lengyelország királya (1386–1434), 1399-ig feleségével, Anjou Hedviggel közösen társuralkodóként.
A pogánynak született Jagelló 1377-ben megörökölte apjától a Litván Nagyfejedelemséget, amelyben nagybátyjával, Kęstutisszal megosztottan uralkodott. Miután Jagelló titkos megállapodást kötött a Teuton Lovagrenddel ellene, Kęstutis 1381-ben megdöntötte hatalmát, de a következő évben Jagelló csellel elfogta őt, és börtönbe záratta, ahol meghalt. 1386-ban feleségül vette a tizenkét éves lengyel királynőt, Hedviget, és miután megkeresztelkedett, II. Ulászló néven Lengyelország társuralkodója lett. 1399-ben Hedvig meghalt, és Jagelló perszonálunióban egyesítette Lengyelországot és Litvániát, megalapítva a két ország több évszázados szövetségét. 1392-től Litvániát formálisan Kęstutis fia, Vytautas kormányozta, ő azonban elismerte Jagellót urának. 1410-ben a lengyel–litván szövetség a grünwaldi csatában döntő győzelmet aratott a Teuton Lovagrend felett, és az unió kivívta helyét a korabeli nagyhatalmak között.
Ő alapította a Jagelló-dinasztiát (gyakorlatilag a Gediminas-ház mellékágát), amely a lengyel és litván koronákon kívül időnként a cseh és magyar koronát is birtokolta, így Közép- és Kelet-Európa egyik legfontosabb királyi háza lett. Jagelló és utódai idején a lengyel–litván unió volt a világ legnagyobb területű keresztény állama.

## Litván nagyfejedelemként
Jagelló életének korai szakasza csak kevéssé ismert, még születésének időpontja is bizonytalan. A történészek korábban úgy vélték, hogy 1352-ben született, de újabb kutatások szerint egy évtizeddel később, 1362 körül láthatta meg a napvilágot, feltehetően Vilniusban. Apja a Gediminas-dinasztiához tartozó Algirdas volt, Litvánia nagyfejedelme, anyja pedig az ő második felesége, Uljana, I. Alekszandr tveri fejedelem lánya. Jagelló Algirdas tizenhárom fia közül a fiatalabbak közé tartozott (pontos születési adatok híján a sorrend nem állapítható meg), de apja őt tartotta a legrátermettebbnek, és végakaratában őt jelölte meg örökösének. Jagelló és testvéreinek egy része a hagyományos litván isteneknek áldozott; többi fivére pedig ortodox keresztény volt.

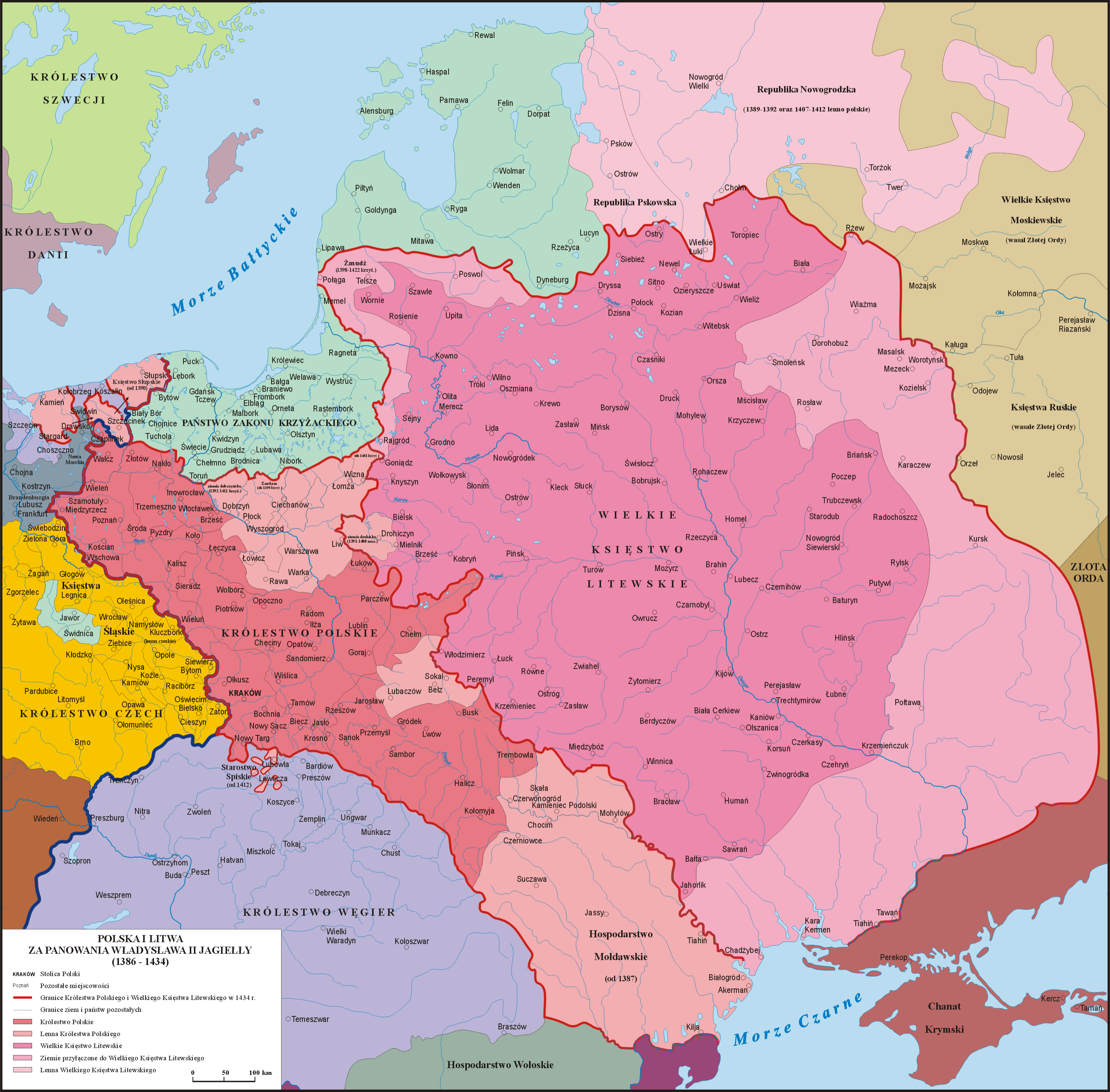
Lengyelország és Litvánia a 14. század végén - 15. század elején

A Litván Nagyfejedelemség ekkor két nagyobb, egymástól meglehetősen eltérő nemzetiségből és politikai berendezkedésből álló állam volt: a litvánok lakta kisebbik rész északnyugaton és a valamikori Kijevi Rusz hatalmas darabjain terült el, amelyek ma Ukrajnához, Belorussziához és Nyugat-Oroszországhoz tartoznak. Apja az ország keleti és déli felét kormányozta; az északnyugati, litván régió öccse (Jagelló nagybátyja), Kęstutis trakai fejedelem vezetése alatt állt. Egyes történészek véleménye szerint a két testvér duumvirátust alkotott, mások szerint azonban a vilniusi fejedelem Trakai fejedelme fölött állt.
Amikor trónra lépett, Jagelló nem változtatott a rendszeren, de nagybátyjához fűződő viszonya és a kettős uralkodás szisztémája hamarosan feszültté vált.
Uralkodása kezdetén Jagellót a rutén földeken fellángoló lázadás kötötte le. 1377-ben Algirdas legidősebb fia, Andrej polocki fejedelem kijelentette, hogy nem ismeri el Jagellót nagyfejedelemnek, és ő a jogos örökös. 1380-ban Andrej és egy másik Algirdas-fiú, Dmitrij a moszkvaiak segítségére sietett, amikor a moszkvai fejedelem, Dmitrij Donszkoj harcba indult Jagelló szövetségese, Mamaj emír ellen, aki az Arany Horda tényleges uralkodója volt. Jagelló nem ért időben a kulikovói csata színhelyére, ahol az orosz erők első, igaz pürrhoszi győzelmüket aratták a tatárok felett. A győzelem megmutatta a Moszkvai Fejedelemség gyarapodó erejét, és a következő évszázadokban Moszkva lett Litvánia fő ellenlábasa és bukásának okozója. 1380-ban azonban az oroszokat meggyengítette a csatában elszenvedett vérveszteség, és Jagelló eléggé biztosnak érezte a keleti határokat ahhoz, hogy leszámoljon kényelmetlenül erős nagybátyjával.
Az Erdélyből 1224-ben elűzött Teuton Lovagrend a Baltikumba helyezte át működését, és a 13. század eleje óta folyamatosan támadta a litván és óporosz, jatving, valamint egyéb balti törzseket, később pedig a Litván Nagyfejedelemséget. 1380-ban Jagelló titkos egyezséget kötött a lovagrenddel, hogy nem fog nagybátyja segítségére sietni, ha azok megtámadják Kęstutist. Amikor Kęstutis tudomást szerzett az egyezségről, megszállta Vilniust, megdöntötte Jagelló hatalmát, és saját magát kiáltotta ki nagyfejedelemnek. Jagelló elismerte őt urának, de 1382-ben apja vazallusainak csapatait felhasználva felkelést indított, és Trakai mellett találkozott nagybátyja hadseregével. Bántatlanságot ígérve táborába hívta Kęstutist és fiát, Vytautast, hogy a békéről tárgyaljanak, de elfogta és Krėva várába záratta őket. Néhány nappal később Kęstutist holtan találták a cellájában, feltehetően meggyilkolták. Vytautas megszökött, és a Teuton Lovagrendhez menekült, ahol a segítségükért cserébe megkeresztelkedett.
Jagelló korábban a dubysai szerződésben ígéretet tett a lovagrendnek, hogy segítségért cserébe megkeresztelkedik, és átadja nekik Szamogitia Dubysa-folyótól nyugatra eső részét. Győzelme után azonban nem teljesítette ígéretét, ezért a Vytautasszal szövetségre lépő lovagok 1383 nyarán megtámadták Litvániát. 1384-ben Jagelló kiegyezett Vytautasszal, és visszaadta neki apai örökségét. Vytautas ezután korábbi szövetségesei ellen fordult, és felgyújtotta a rá bízott teuton határvárakat.

## Megkeresztelkedése és házassága

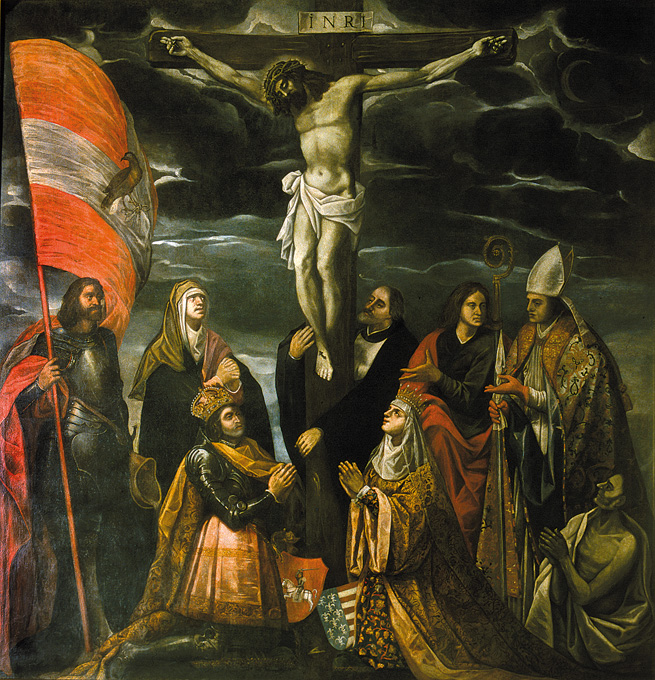
Jagelló és Hedvig házassága (17. század)

Jagelló orosz anyja, a tveri Uljana azt szerette volna, ha fia a moszkvai Dmitrij Donszkoj lányát, Szofját veszi feleségül, amihez a pogány nagyfejedelemnek előbb ortodox rítus szerint meg kellett volna keresztelkednie. Egyes történészek szerint Jagelló már trónra lépésekor ortodox lehetett. Fontos döntés volt, hogy a nagyfejedelem a kereszténység melyik ágát választja, mert a Teuton Lovagrend a pogányság elleni harccal indokolta Litvánia elleni hadjáratait, az ortodox keresztényeket viszont a pogányoknál nem sokkal jobb eretneknek és szakadároknak tekintették. Jagelló ezért inkább a lengyel nemesek ajánlatát fogadta el, akik az akkor tizenegy éves Anjou Hedvig (a magyar Nagy Lajos fiatalabbik lánya) kezét ajánlották fel a litván nagyfejedelemnek. A lengyeleknek több okuk is volt az ajánlat megtételére. Korábban többször is hadakoztak a litvánokkal, és így békét köthettek keleti szomszédaikkal, valamint biztosíthatták a termékeny földű Halics-Volhínia tulajdonjogát. Ezen kívül a litvánok hasznosabb szövetségesek voltak a Teuton Lovagrenddel szemben, mint a távolabbi Ausztria (Hedvig korábbi vőlegénye az osztrák Vilmos herceg volt). A nemesek kiváltságaik megerősítését és kiszélesítését is várták a házassági egyezség megkötésétől. Jagelló 1385. augusztus 14-én Krėva várában aláírta a házassági szerződést, amiben megígérte, hogy megkeresztelkedik és visszaszerzi a szomszédok által elrabolt lengyel földeket. 1386. február 15-én keresztelték meg római katolikus rítus szerint a waweli székesegyházban és felvette a Władysław (latinul Ladislaus, magyarul Ulászló) nevet. A névválasztás egyaránt utalt Hedvig dédapjára, I. Ulászlóra, aki 1320-ban újraegyesítette Lengyelországot és Szent László magyar lovagkirályra. Az esküvőre három nappal került sor, március 4-én pedig Bodzanta érsek Lengyelország királyává koronázta. Egyúttal Hedvig anyja, Boszniai Erzsébet formálisan örökbe fogadta, hogy Hedvig halála esetén megmaradjon a koronája. A király megkeresztelkedése együtt járt a litván nemesség és köznép tömeges keresztény hitre térítésével, Főleg a nemesek lettek katolikusok, a parasztság körében a régi ősvallás és az ortodox kereszténység egyaránt erős maradt. A bojárok katolikus hitre térését elősegítette, hogy Jagelló külön kiváltságokat biztosított a katolikus nemességnek, amelyeket az ortodox vallásúaktól megtagadott.

## Lengyelország és Litvánia uralkodója

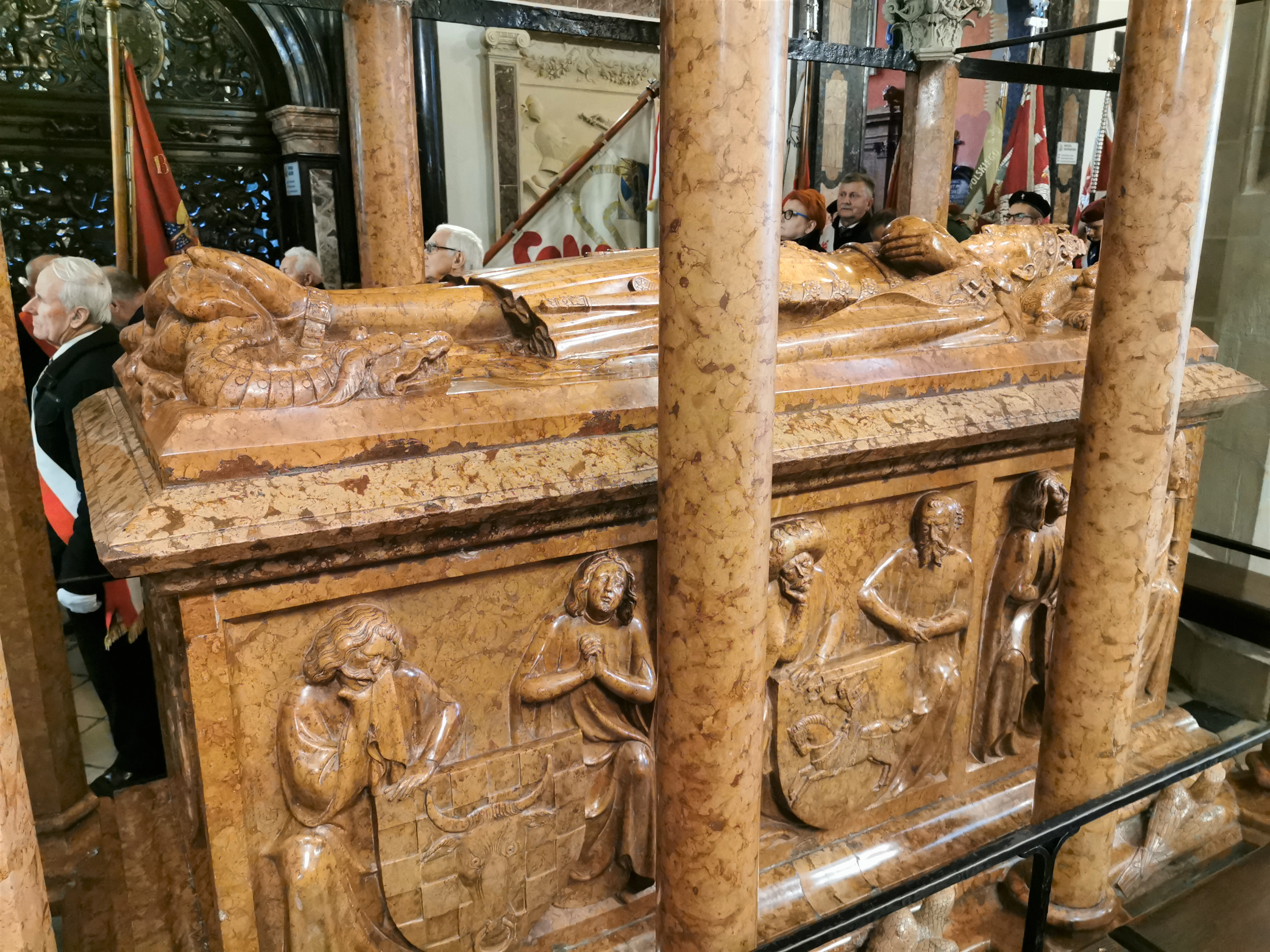
II. Ulászló szarkofágja a waweli székesegyházban

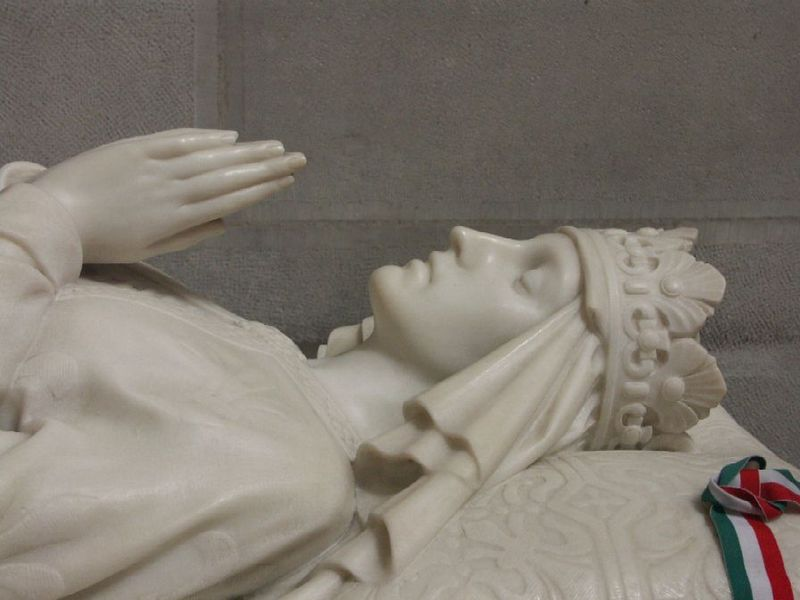
Hedvig szarkofágja a waweli székesegyházban

Jagelló és Hedvig formálisan társuralkodók voltak, bár Hedvignek kevés tényleges hatalom volt a kezében. 1387-ben mégis ő vezette a lengyel csapatokat, amelyek visszafoglalták a Nagy Lajos által Lengyelországtól Magyarországhoz csatolt Halicsot (a hadjárat oka az volt, hogy a pártviszályok dúlta Magyarországon meggyilkolták Hedvig anyját). Ezenkívül hadserege jelenlétével biztosította I. Péter moldvai vajda hűbéresi hűségét. 1390-ben személyesen tárgyalt a Teuton lovagrenddel. Az ország kormányzásának oroszlánrésze azonban Jagellóra hárult, Hedvig inkább vallási és jótékonysági tevékenységet folytatott.
Röviddel megkoronázása után Jagelló Vilniusnak a krakkóihoz hasonló városjogot adott, amelynek mintáját a magdeburgi jogokról vették. Trakaiban Vytautas a lengyelországihoz hasonló privilégiumokat adományozott a helyi zsidó közösségnek; a hasonló lengyel törvényeket még Jámbor Boleszláv és Nagy Kázmér idején vezették be. A két ország jogrendszerének harmonizálása lassú volt, és Jagelló idejében csak részleges, de a változtatások egy irányba haladtak, és az 1569-es lublini unió idején már nem volt nagy különbség Litvánia és Lengyelország közigazgatási és törvénykezési rendszere között.
Jagelló megkeresztelkedése nem vetett véget a Teuton Lovagrend támadásainak; a lovagok azt állították, hogy csak számításból lett keresztény, és eretneknek tekintendő. Arra is hivatkoztak, hogy a litvánok jelentős része pogány maradt. Ettől kezdve azonban egyre nehezebb volt résztvevőket toborozni a keresztes háborúhoz, és a dolgukat megnehezítette a lengyel-litván szövetség is. A király támogatta vilniusi püspökség létrehozását, amelynek élére Andrzej Wasilko, Piast Erzsébet magyar királyné (Nagy Lajos anyja) gyóntató atyja került. A püspökséghez Szamogitia is hozzátartozott, amelyet akkor nagyrészt a lovagrend birtokolt; ennek ellenére nem a königsbergi, hanem a gnieznói érsek alá tartozott. Ezzel a megoldással (amit a lovagrend élesen támadott) lehetővé vált a lengyel és litván egyház együttműködése.

### Vytautas lázadása

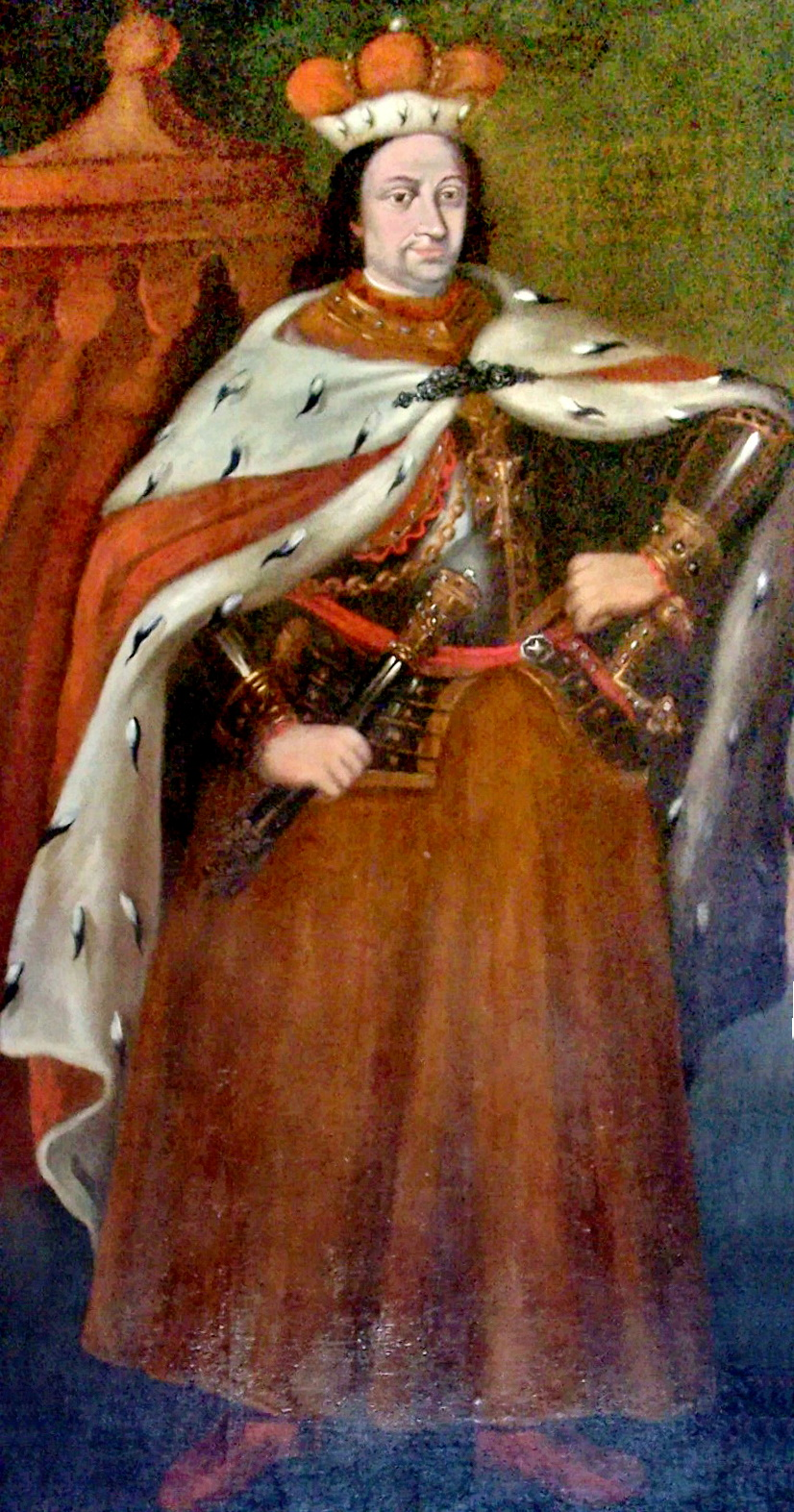
Vytautas

Amikor Jagelló lengyel király lett, Krakkóba költözött, és Litvániát öccsére, Skirgailára bízta. Skirgaila népszerűtlen volt, és 1389-ben Vytautas fellázadt ellene, hogy magának szerezze meg a nagyfejedelmi trónt. Szövetséget kötött a lovagrenddel, és 1390. szeptember 4-én megkezdte Vilnius ostromát. A lengyel-litván-rutén erők által védett város alól a lovagok egy hónap után elvonultak, de a külvárosokat és a vidéket teljesen elpusztították. A polgárháború elhúzódott, és Jagelló végül kompromisszumot kötött unokatestvérével: az 1392-es ostrówi szerződésben annak haláláig átruházta Vytautasra a nagyfejedelmi (magnus dux) címet, de ő maradt a „felsőbb fejedelem” (dux supremus), akinek Vytautas hűséggel tartozott. Ezenkívül visszaadta neki Trakai hercegségét, Skirgaila pedig kárpótlásul megkapta Kijevet.
A litvánok és a lovagrend közötti hosszú háborús időszak 1398-ban ért véget a salynasi békével. Vytautas békét akart északnyugaton, hogy keleten keresztes háborút indíthasson a tatárok ellen, és ennek érdekében feláldozta Szamogitiát, amelyet a lovagrend már régóta szeretett volna megszerezni, mert elválasztotta egymástól északi (livóniai) és déli (porosz) területeit. Ezenkívül a litvánok segítettek a lovagrendnek megszerezni Pszkovot, míg azok Vytautas Novgorod elleni hadjáratát támogatták. A következő évben azonban a katasztrofális kimenetelű Vorszkla-menti csata véget vetett a keleti hódítás reményének, és Litvánia katonailag Lengyelország támogatására szorult.

### Lengyel-litván viszony
1399. június 22-én Hedvig kislánynak adott életet, de egy hónapon belül mindketten meghaltak. Jagelló Lengyelország egyedüli ura maradt, de nem volt örököse, és a koronára való jogosultsága is megkérdőjeleződött. Kezdtek újra előbukni a feszültségek a Jagelló-párti kis-lengyelországi nemesség és Nagy-Lengyelország arisztokráciája között, míg végül a király 1402-ben feleségül vette III. Kázmér unokáját, Cillei Annát, és újra megszilárdította helyzetét a trónon.
Az 1401-es vilnius-radomi uniós szerződés megerősítette Lengyelország és Litvánia perszonálunióját. Vytautas nagyfejedelmi rangot kapott, de továbbra is elismerte Jagellót urának. Ekkor még egyiküknek sem volt örököse, ezért megegyeztek, hogy haláluk esetén a litván és lengyel nemesség egymással konzultálva választ új uralkodót. A hosszú távra biztosított szövetség megszilárdította a litvánok helyzetét, akik újra hadban álltak a Teuton Lovagrenddel (ebben Lengyelország formálisan nem vett részt). A lengyel nemesi privilégiumok változatlanok maradtak, de a litván bojárok újabb jogosultságokat kaptak.

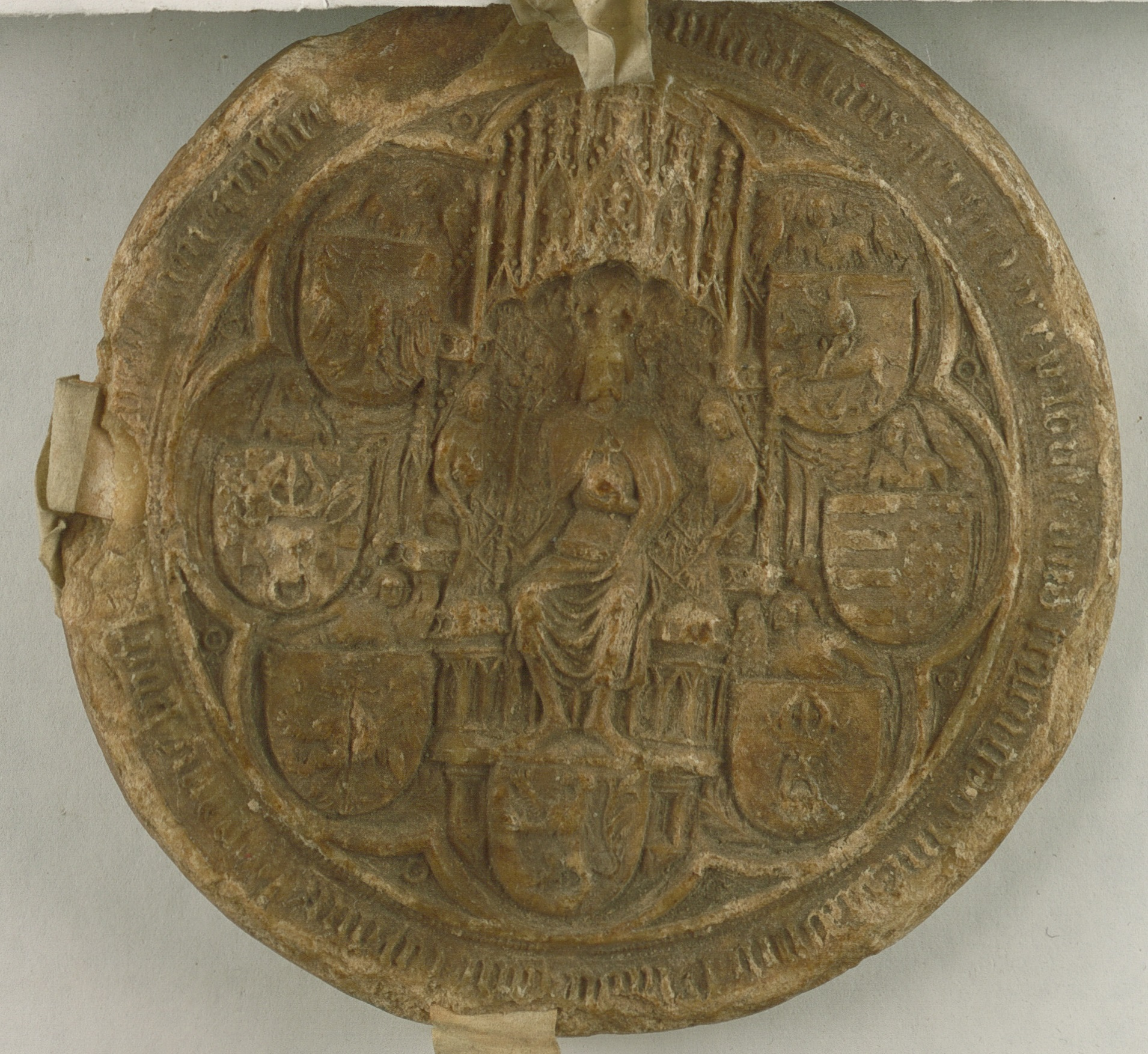
Jagelló királyi pecsétje, 1411

1401 végén Litvániában a lovagrenddel folytatott háború mellé a keleti régiókban újabb felkelések párosultak. Jagelló egy másik öccse, a nyughatatlan Švitrigaila, aki nagyfejedelem szeretett volna lenni, a lovagrendhez menekült, és segítséget kért a lázadásához, hasonlóan, mint Jagelló és Vytautas is tette korábban.
A háború 1404. május 22-én a raciążi békével ért véget. Jagelló elismerte Szamogitia teuton kézen való maradását, és megígérte segítségét Pszkov ellen; cserébe Konrad von Jungingen nagymester eladta neki a vitatott hovatartozású Dobrzyńt és Złotoryját, és ismét ígéretet tett, hogy segítséget nyújt a litvánoknak Novgorod ellenében. Mindkét félnek jó oka volt az ellenségeskedés lezárására: a lovagrendnek meg kellett erősítenie fennhatóságát az újonnan megszerzett területen, a lengyeleknek és litvánoknak pedig Moszkvával, illetve Sziléziával gyűlt meg a baja. IV. Vencel német és cseh király felajánlotta, hogy visszaadja Sziléziát a lengyeleknek, ha megsegítik a Német-római Birodalmon belüli harcaiban. A lengyel nemesség azonban nem akart újabb, nyugati háborúba bonyolódni, ezért Jagelló visszautasította az ajánlatot.

## Háború a lovagrenddel
1409 májusában litván háttértámogatással felkelés kezdődött Szamogitiában. A lovagrend elküldte követeit Jagellóhoz, hogy figyelmeztesse: ne avatkozzon be egy esetleges teuton-litván konfliktusba. A király azonban nemesei véleménye ellenére azt üzente Ulrich von Jungingen nagymesternek, hogy szükség esetén eleget fog tenni szövetségesi kötelezettségének. A lovagrend el akarta kerülni, hogy kétfrontos háborúba bonyolódjon Szamogitiában és a déli lengyel határon, ezért augusztus 6-án hadat üzent Lengyelországnak. Jagelló augusztus 14-én Nowy Korczynban kapta meg a hadüzenetet.
A lengyel határvárak rossz állapotban voltak, és a lovagok könnyedén elfoglalták Złotoryja, Dobrzyń és Bobrowniki erődítményeit, Brombergbe pedig a német polgárok engedték be őket. Jagelló szeptember végére gyűjtötte össze seregeit, és egyhetes ostrom után visszavette Bromberget. Azon a télen egyik fél sem indított nagyobb akciót, mindketten erőt gyűjtöttek a döntő összecsapásra. A lengyel király előkészítette hadserege északra vonulását: a mazóviai Płockban raktárat létesített és pontonhidat építtetett a Visztulán.
Eközben igyekeztek szövetségeseket keresni. A Teuton Lovagrend az európai uralkodóktól kért segítséget a pogányok elleni harcra; Jagelló szintén leveleket írt a királyi udvarokba, amelyekben a lovagrendet világhódító szándékkal vádolta. IV. Vencel a lengyelekkel kötött szövetséget, míg fivére, Zsigmond magyar király a lovagrend pártjára állt, és hadat üzent Lengyelországnak. A magyar főurak azonban vonakodtak fegyvert fogni.

### A grünwaldi csata

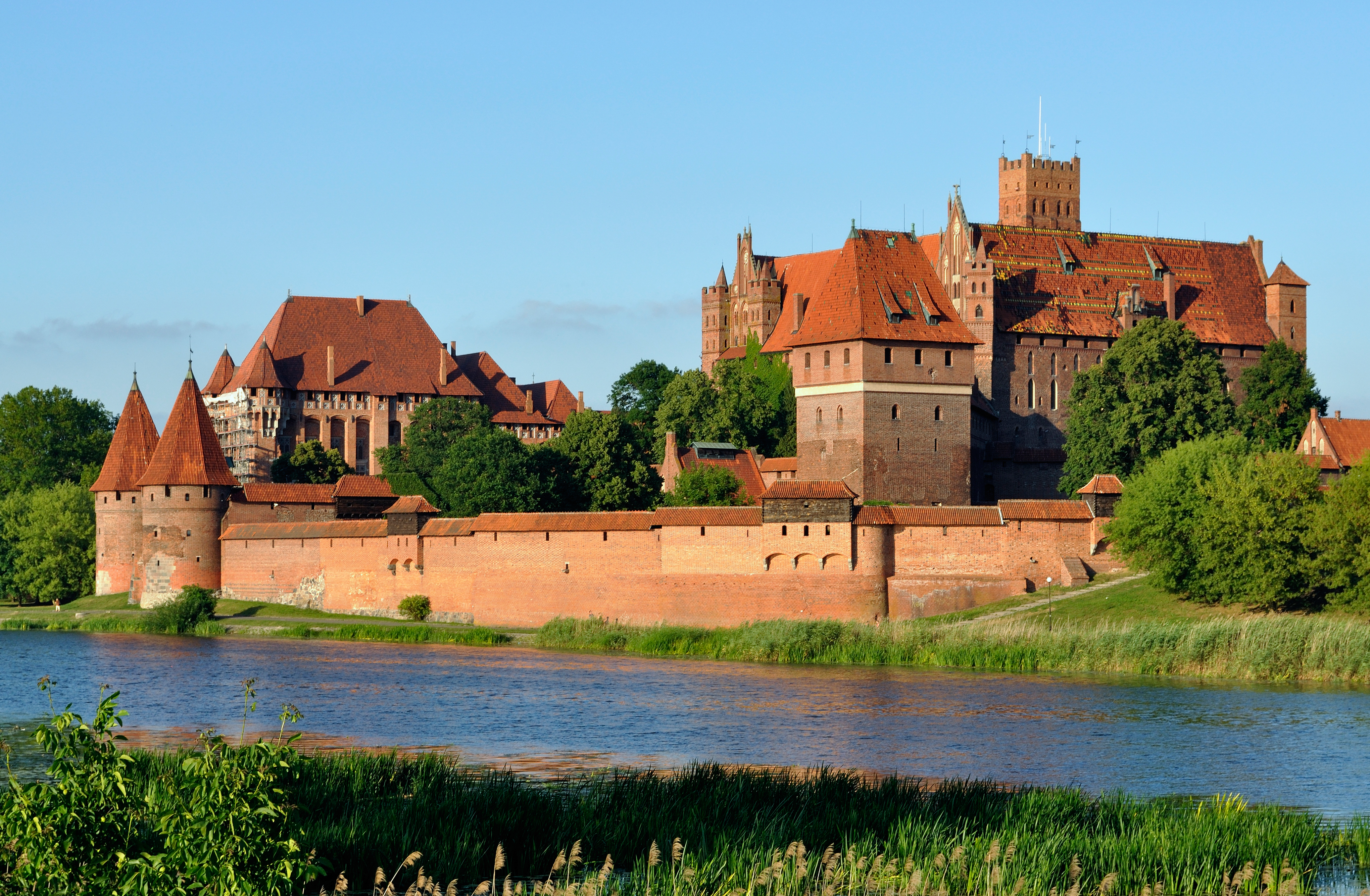
A Teuton lovagrend központja, Marienburg

1410 tavaszán ismét megindultak a hadműveletek. Júniusban Jagelló 20 ezer lovassal, 15 ezer gyalogossal és kétezer lovas zsoldossal északnak indult. Miután Czerwińsknél a pontonhídon átkelt a Visztulán, csatlakozott hozzá Vytautas 11 ezer lovasa, vegyesen litvánok, rutének és tatárok. A teuton rend serege 18 ezer lovasból (főleg németekből) és 5 ezer gyalogosból állt. Július 15-én lezajlott a grünwaldi csata, a középkor egyik legnagyobb és legvéresebb ütközete, amelyben a lengyel-litván szövetség döntő győzelmet aratott. A lovagrend vezetőinek nagy része (közte Ulrich von Jungingen nagymester és Friedrich von Wallenrode marsall) elesett, és a szervezet olyan csapást szenvedett, amelyből a későbbiekben már képtelen volt felállni. Mindkét oldalon több ezer katona veszett oda.
Megnyílt a Marienburg, a teuton főváros felé vezető út, de Jagelló ismeretlen okból habozott kihasználni a lehetőséget. Július 17-én megindult, de lassan és óvatosan, és mire 25-én Marienburg alá ért, az új nagymester, Heinrich von Plauen már megszervezte az erőd védelmét. Ostromgyűrűt állítottak a vár köré, de komoly támadásokra nem került sor, és szeptember 19-én a lengyel-litván sereg elvonult. Jagelló bizonytalanságát több okkal próbálták magyarázni: túl erősnek mondták a védműveket, feltételezték, hogy az ostromlók nagy veszteségeket szenvedtek, vagy Jagelló nem akarta teljesen megsemmisíteni a rendet, mert akkor területe legnagyobb része Lengyelországnak jutott volna, és azzal felborult volna a lengyel-litván erőegyensúly. A tényleges ok nem ismert.

## Kései évei

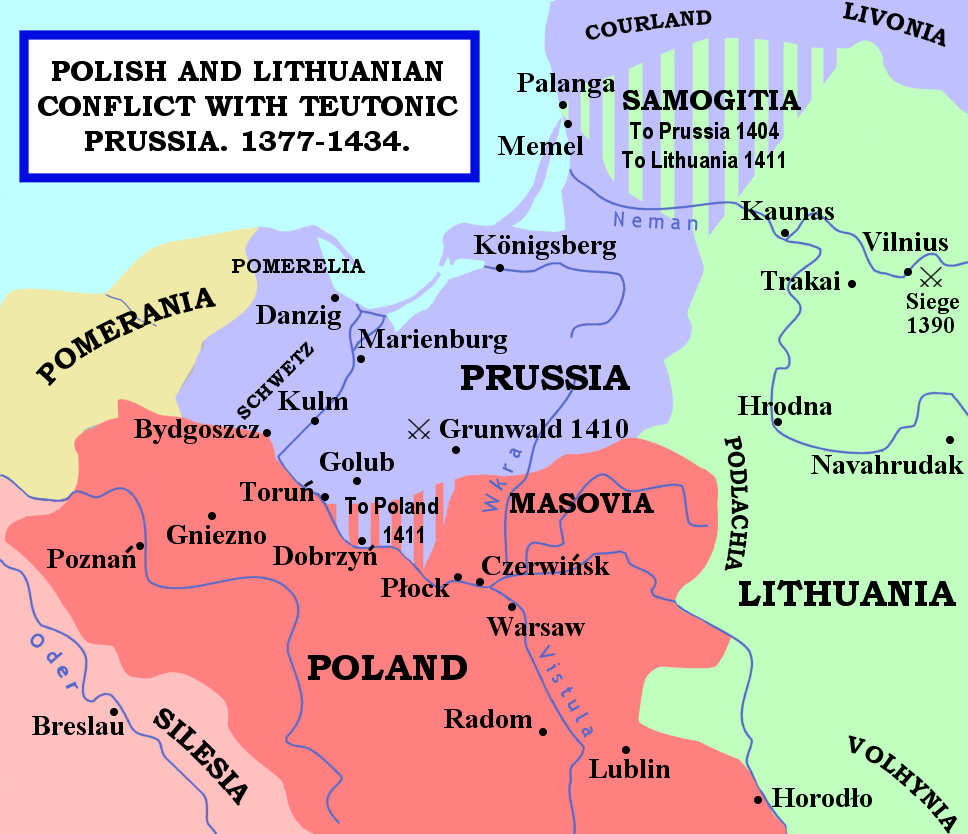
A Teuton lovagrend konfliktusai Lengyelországgal és Litvániával (1377–1434)

A háborút az 1411 februárjában megkötött thorni béke zárta le, amely az elszenvedett vereséghez képest a lovagrendnek volt előnyös. Lengyelország visszakapta Dobrzyńt és Mazóviában egy kisebb területet, Litvánia visszaszerezte Szamogitiát. A lovagrend azonban alapvetően megtartotta korábbi területeit, és a fogságba esett magas rangú lovagok viszonylag szerény váltságdíj ellenében kiszabadulhattak (mivel azonban sokan voltak, így is eléggé megterhelték a rend kincstárát). A lengyel nemesség ezért a győzelem elvesztegetésével vádolta a királyt és amiatt is elégedetlenkedett, hogy Podóliát átadta a litvánoknak, valamint hosszú ideig Litvániában tartózkodott.
Hogy leszerelje az őt kritizáló főurakat, 1411 őszén Jagelló az ellenzék vezérét, Mikołaj Trąba püspököt Gniezno érsekévé tette, a helyére Krakkóba pedig a Vytautas-párti Wojciech Jastrzębiecet ültette. Helyét megszilárdítandó, 1413-ban a horodłói unióval újabb szövetségi szerződést kötött Litvániával, amelyben a katolikus litván bojároknak a lengyel nemesekkel egyenlő kiváltságokat biztosított. A szerződés megtiltotta, hogy a két tagállam nemessége a másik hozzájárulása nélkül uralkodót válasszon. Szintén ekkor, 1412-ben történt, hogy a pénzzavarba került Luxemburgi Zsigmond tizenhárom szepességi várost 37 ezer "széles prágai garasért" elzálogosított Jagellónak. A városok egészen a 18. századig lengyel fennhatóság alatt maradtak.
1414-ben újabb fegyveres konfliktus kezdődött a lovagokkal, ám egyik fél sem kockáztatott egy döntő csatát, és csak feldúlták egymás területét (ezért a konfliktust éhségháborúnak is nevezték). Ősz végére a fosztogatásokkal is felhagytak. Az ellenségeskedés 1419-ben kezdődött újra, a konstanzi zsinat idején, bár a pápai legátus ekkor még képes volt visszafogni a feleket. A zsinaton a litván és lengyel küldöttek panaszt tettek a Teuton Lovagrendre erőszakos térítései miatt (ahogy egy szamogitiai követ mondta, inkább vízzel szeretnének megkeresztelkedni és nem vérrel). A lengyel püspökök felkérték a zsinatot, hogy vonja meg támogatását a lovagrend keresztes háborúitól, amit az katolikus országok elleni agresszióra használ fel. A gyűlés végül Lengyelországra és Litvániára bízta a maradék balti pogányság megtérítését.
Eközben a husziták fellázadtak Csehországban a cseh koronát is megöröklő Luxemburgi Zsigmond német és magyar király ellen. 1421-ben a cseh nemesi rendi gyűlés kimondta Zsigmond trónfosztását, és a koronát Jagellónak ajánlotta fel, ha elismeri a huszita tanokat összefoglaló négy prágai cikkelyt. Jagelló erre nem volt hajlandó, és inkább Vytautast ajánlotta maga helyett. Vytautas elfogadta a koronát, és távollétében meg is koronázták, de közben biztosította a pápát, hogy hű marad a katolikus anyaszentegyház tanításaihoz. Maga helyett unokaöccsét, Koributovics Zsigmondot küldte a huszitákhoz, aki kisebb-nagyobb sikerrel harcolt a huszita háborúkban. 1429-ben Luxemburgi Zsigmond királyi címet ajánlott Vytautasnak (látszólag Jagelló hozzájárulásával), de a lengyel főurak útközben elfogták az általa küldött koronát, és mire a pótlás elkészült, az idős litván nagyfejedelem meghalt.
1422-ben újabb háború kezdődött a Teuton Lovagrend ellen, amelyet Jagelló két hónap alatt megnyert, még mielőtt a lovagrendet segítő csapatok megérkezhettek volna a Német-római Birodalomból. A háborút lezáró melnói békében a lovagrend végérvényesen lemondott Szamogitiáról, és átadta a litvánoknak Palanga kikötőjét, de Memel városa a birtokában maradt. Az itt rögzített határ mintegy ötszáz évig, 1920-ig érvényben maradt. Lengyel viszonylatban azonban megmaradtak a kölcsönös követelések és feszültségforrások, ami miatt 1431-ben és 1435-ben újabb határvillongások kezdődtek.

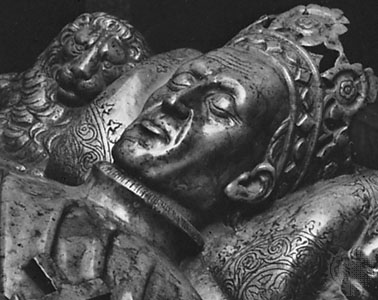
Jagelló szarkofágja a waweli katedrálisban

Vytautas 1430-as halála után megroppant a lengyel-litván szövetség, mert a bojárok egyoldalúan Jagelló öccsét, Švitrigailát választották nagyfejedelemnek, aki megtagadta, hogy hűségesküt tegyen a lengyel királynak. Függetlenségi törekvéseit a lovagrend és az elégedetlen rutén hercegek is támogatták. A lengyel főnemesek erre megszállták Podóliát (ami 1411-ben került Litvániához) és Volhíniát. 1432-ben a lengyelpárti litván nemesek Vytautas testvérét, Zsigmondot választották meg nagyfejedelemnek és a két fél polgárháborúja egészen 1440-ig, jóval Jagelló halála utánig folytatódott.

### Halála
Jagelló 1434. június 1-én halt meg Gródek Jagiellońskiban (ma Horodok, Ukrajna), 74 éves korában (vagy 84 évesen, ha a régebbi születési dátumot ismerjük el). A trón utódlását valamelyest leegyszerűsítette, hogy lánya, Hedvig 1431-ben meghalt. Hedvig volt az egyetlen a felnőttkort megélt gyermekei közül, akinek Piastok voltak ősei között, így elvileg kiskorú fiai előtt állt az örökösödési rangsorban. Jagelló végakaratában továbbvitte a közte és Vytautas között fennálló "fél-perszonáluniót", Lengyelországot a tízéves Ulászlóra, Litvániát a hétéves Kázmérra hagyta. A litván utódlás azonban már a király halálakor is bizonytalan volt, Kázmért csak 1440-ben választották meg a bojárok nagyfejedelemnek, a belháborút megnyerő I. Zsigmond halála után.

## Családja
Jagelló összesen négyszer nősült. Először Hedvig lengyel királynőt vette el 1386. február 18-án. Egy gyermekük született, aki csak néhány hétig élt és Hedvig pár nappal később szintén meghalt:
- Erzsébet Bonifácia (1399. június 22. – 1399. július 13.)

1402. január 29-én Cillei Annát (1380/81–1416) vezette oltár elé, aki III. Kázmér lengyel király unokája volt (így Piast-leszármazott). Egy lányuk született:
- Hedvig (1408–1431), állítólag megmérgezték

1417. május 2-án Granowska Erzsébetet vette el, a sandomierzi vajda 45 éves özvegy lányát. Gyermekük nem született. Erzsébet 1420-ban meghalt és két évvel később Jagelló a 17 éves litván hercegnővel, Holszańska Zsófiával házasodott össze, aki végre örökösöket szült neki:
- Ulászló (1424–1444) lengyel és magyar király
- Kázmér (1426–1427)
- Kázmér (1427–1492) lengyel király és litván nagyfejedelem

## Fordítás
- Ez a szócikk részben vagy egészben  a   Władysław II Jagiełło című angol Wikipédia-szócikk ezen változatának fordításán alapul.  Az eredeti cikk szerkesztőit annak laptörténete sorolja fel. Ez a jelzés csupán a megfogalmazás eredetét és a szerzői jogokat jelzi, nem szolgál a cikkben szereplő információk forrásmegjelöléseként.